# Leucon
Leucon är ett släkte av kräftdjur som beskrevs av Henrik Nikolai Krøyer 1846. Leucon ingår i familjen Leuconidae.

## Bildgalleri

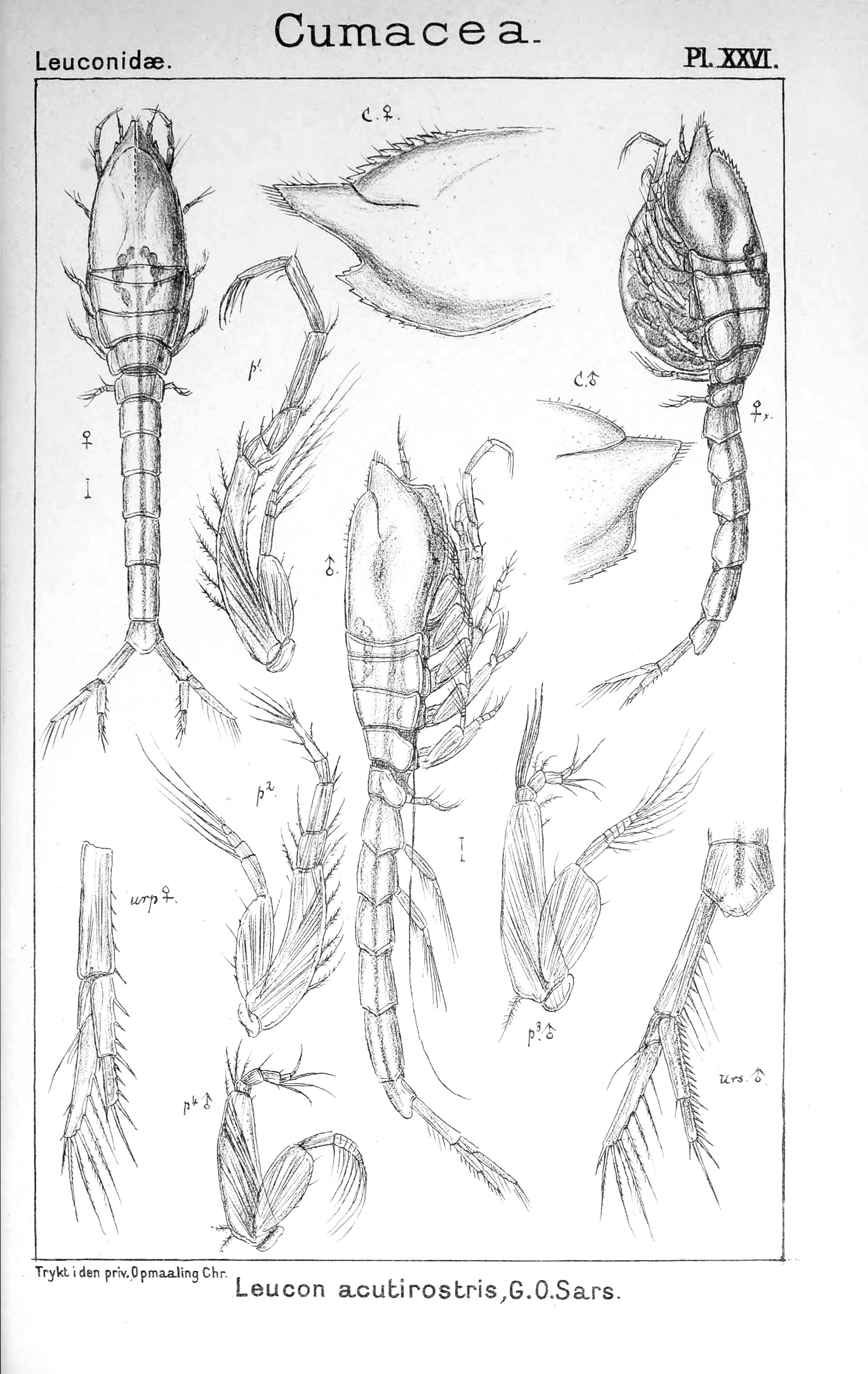
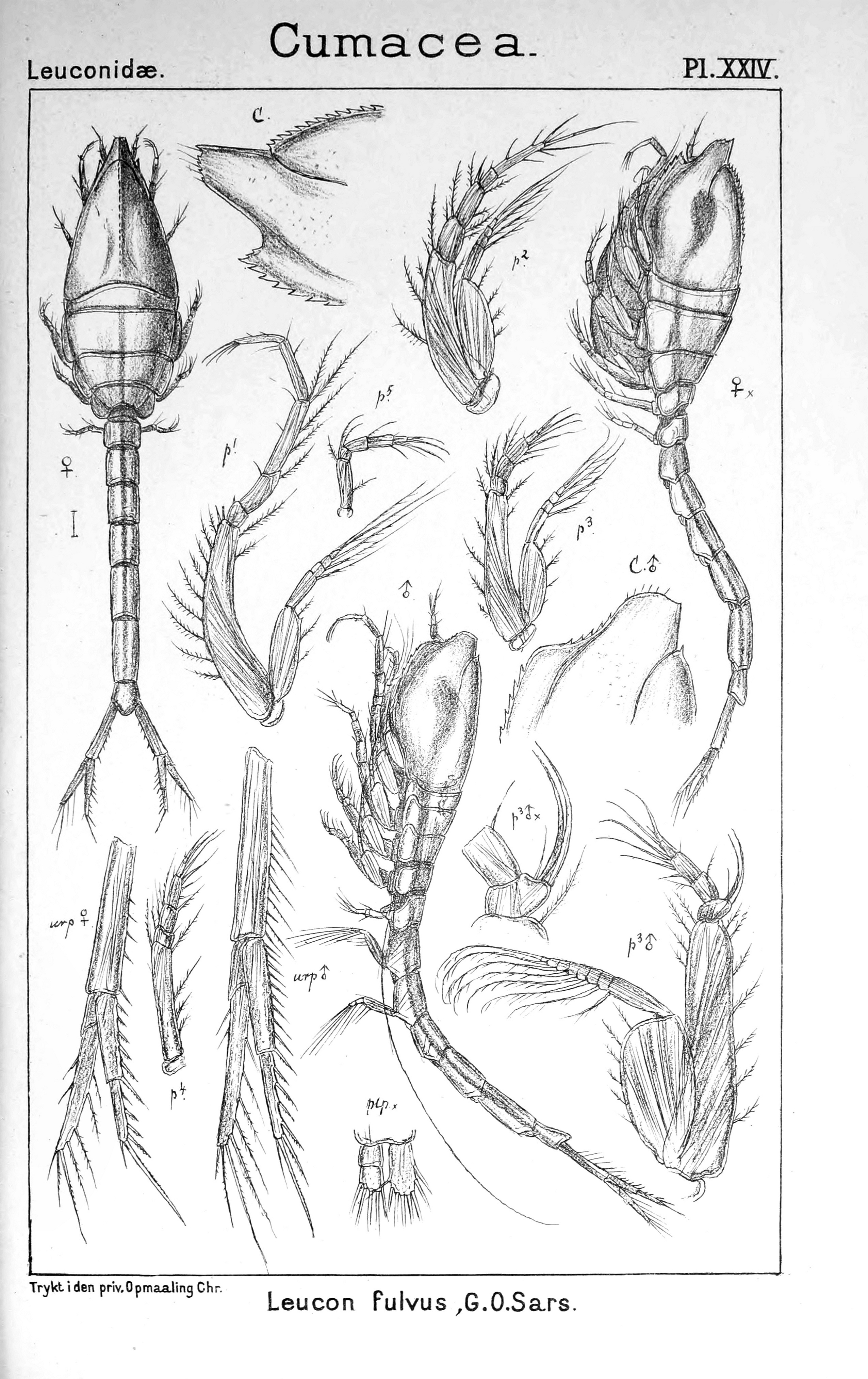
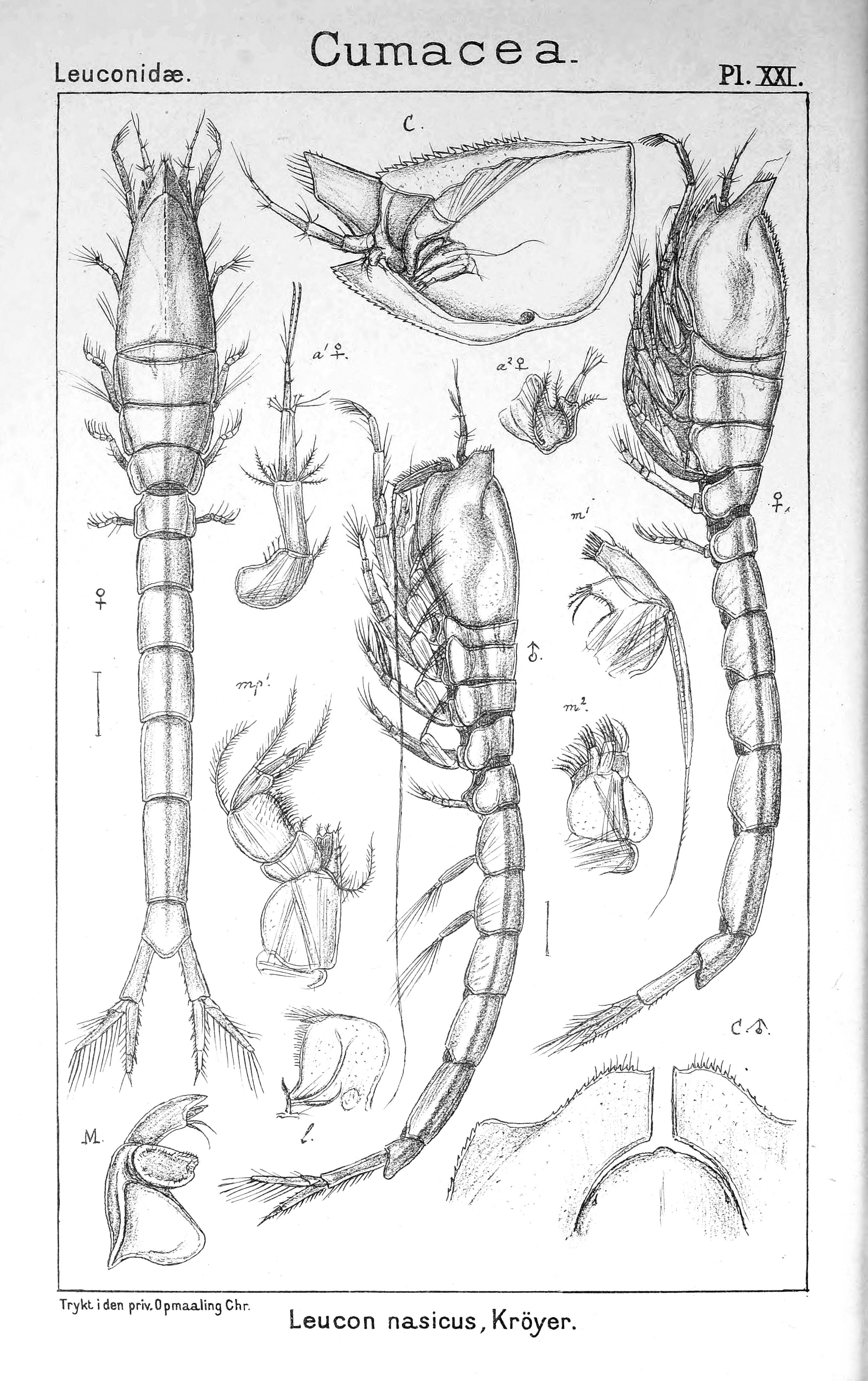
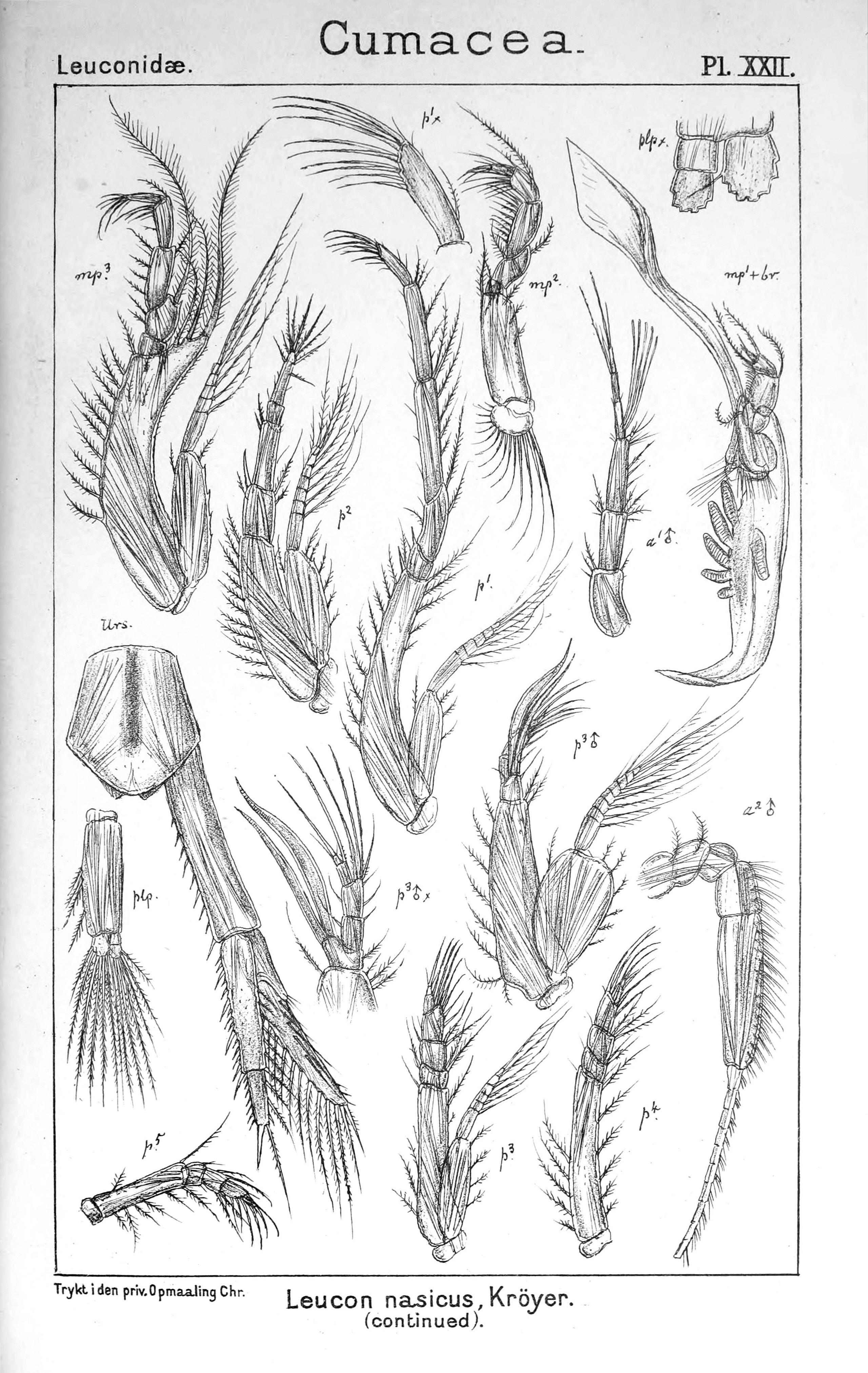
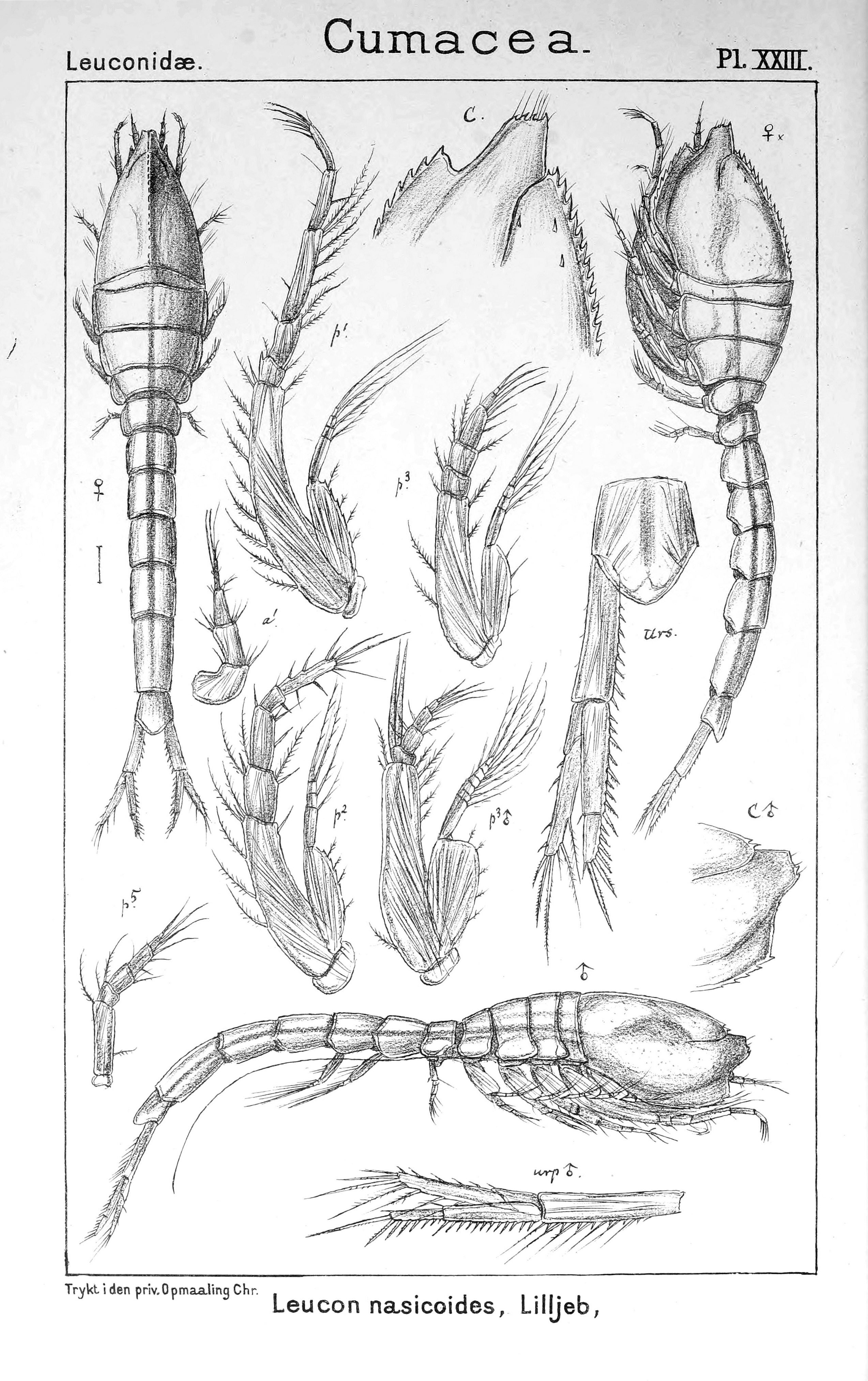
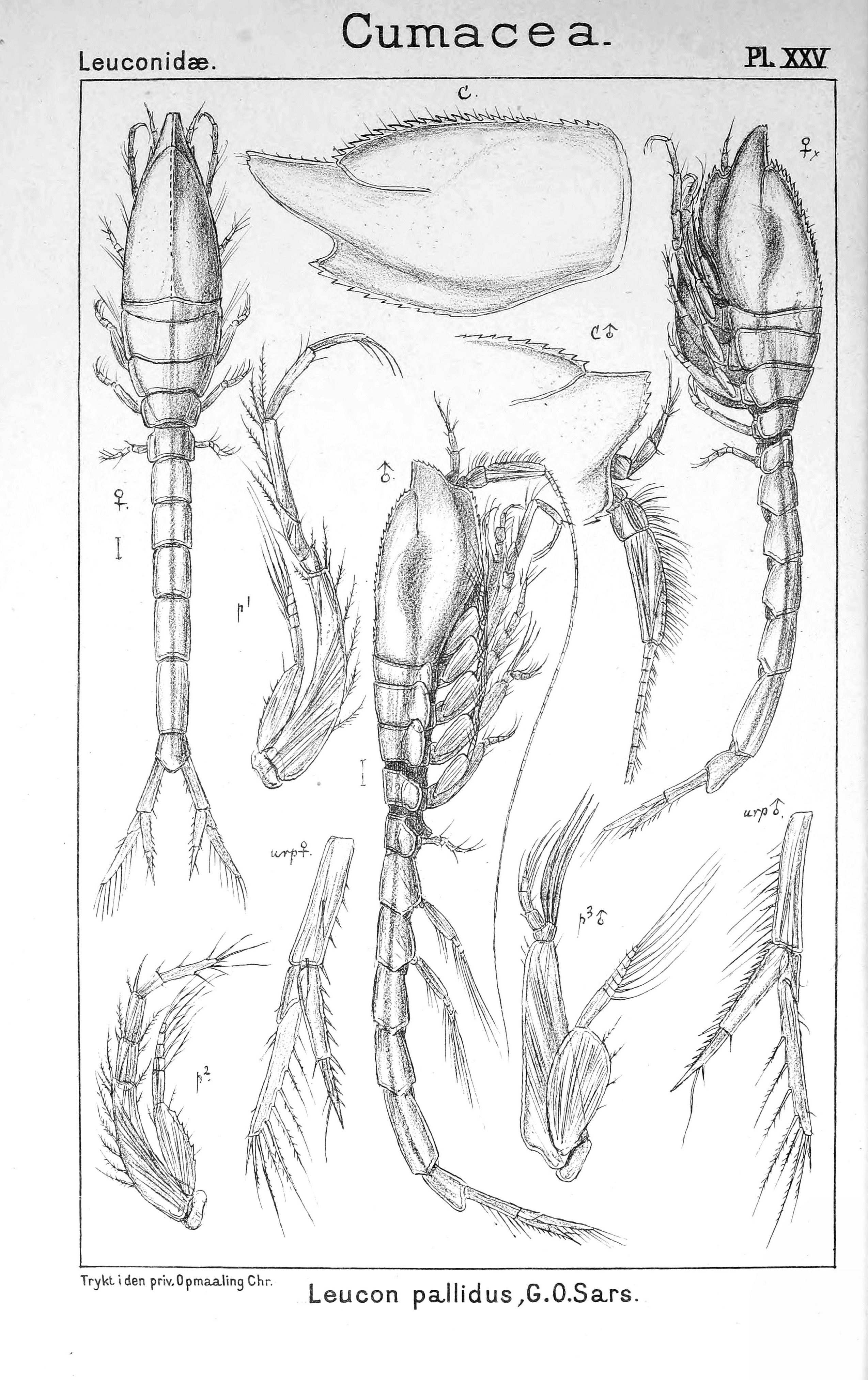

## Dottertaxa tillLeucon, i alfabetisk ordning[1][2]
- Leucon acclivis
- Leucon acutirostris
- Leucon adelae
- Leucon affinis
- Leucon americanus
- Leucon antarcticus
- Leucon armatus
- Leucon assimilis
- Leucon bacescui
- Leucon bengalensis
- Leucon bishopi
- Leucon breidensis
- Leucon costatus
- Leucon craterus
- Leucon dayae
- Leucon declivis
- Leucon ensis
- Leucon falcicosta
- Leucon fulvus
- Leucon galatheae
- Leucon heterostylis
- Leucon homorhynchus
- Leucon inexcavatus
- Leucon intermedius
- Leucon jonesi
- Leucon kalluropus
- Leucon kerguelensis
- Leucon kobjakovae
- Leucon laticaudus
- Leucon latispina
- Leucon longirostris
- Leucon macrorhinus
- Leucon magnadentatus
- Leucon mediterraneus
- Leucon medius
- Leucon meredithi
- Leucon michaeli
- Leucon minor
- Leucon nasica
- Leucon nasicoides
- Leucon nathorsti
- Leucon norrevangi
- Leucon pacifica
- Leucon pallidus
- Leucon panamensis
- Leucon parasiphonatus
- Leucon polarsterni
- Leucon profundus
- Leucon pusillus
- Leucon robustus
- Leucon sagitta
- Leucon savulescui
- Leucon septemdentatus
- Leucon serratus
- Leucon serrulirostris
- Leucon simanensis
- Leucon siphonatus
- Leucon socius
- Leucon spiniventris
- Leucon spinulosus
- Leucon stenorhynchus
- Leucon subnasica
- Leucon tener
- Leucon tenuirostris
- Leucon turgidulus
- Leucon vanhoeffeni
- Leucon varians
- Leucon vasilei
- Leucon weddelli